# Real Madrid Club de Fútbol 2020-2021
Questa voce raccoglie le informazioni riguardanti il Real Madrid Club de Fútbol nelle competizioni ufficiali della stagione 2020-2021.

## Maglie e sponsor
|  | Casa | Trasferta | Terza divisa | Humanrace |

## Organigramma societario
Area direttiva
- Presidente: Florentino Pérez
- Vicepresidente: Fernando Fernández Tapias
- Direttore generale: Eduardo Ferrnández de Blas
- Direttore risorse: Enrique Balboa
- Risorse umane: José María García
- Direttore dell'area sociale: José Luis Sánchez
- Direttore di controllo e auditing interno: Carlos Martínez de Albornoz
- Direttore della commissione di consulenza legale: Javier López Farre
- Direttore Fondazione "Real Madrid": Julio González
- Capo del protocollo: Raúl Serrano

Area comunicazione
- Capo di Gabinetto della presidenza: Enrique Sánchez Gonzáles
- Direttore dell'area comunicazione: Antonio Galeano

- Direttore delle relazioni istituzionali: Emilio Butragueño

Area marketing
- Direttore economico: Julio Esquerdeiro
- Direttore commerciale: Begoña Sanz
- Direttore operazioni e servizi: Fernando Tormo

Area tecnica
- Direttore sportivo della sezione calcistica: Antonio Gómez
- Allenatore: Zinédine Zidane
- Assistente allenatore: David Bettoni
- Allenatore dei portieri: Roberto Vázquez
- Preparatore atletico: Javier Mallo
- Preparatore atletico: Gregory Dupont
- Terapista della riabilitazione: José Carlos García Parrales

- Terapista della riabilitazione: Hamidou Msaidie

Area sanitaria
- Medico sociale: Joaquín Mas
- Fisioterapisti: Giovanni Mauri, Javier Mallo
- Match analyst: Antolín Gonzalo Martín
- Allenatore dei portieri: Juan Canales

## Rosa
Rosa e numerazione aggiornate al 1º febbraio 2021.
| N. |                     | Ruolo | Calciatore              |
| -- | ------------------- | ----- | ----------------------- |
| 1  | Belgio (bandiera)   | P     | Thibaut Courtois        |
| 2  | Spagna (bandiera)   | D     | Daniel Carvajal         |
| 3  | Brasile (bandiera)  | D     | Éder Militão            |
| 4  | Spagna (bandiera)   | D     | Sergio Ramos (capitano) |
| 5  | Francia (bandiera)  | D     | Raphaël Varane          |
| 6  | Spagna (bandiera)   | D     | Nacho                   |
| 7  | Belgio (bandiera)   | A     | Eden Hazard             |
| 8  | Germania (bandiera) | C     | Toni Kroos              |
| 9  | Francia (bandiera)  | A     | Karim Benzema           |
| 10 | Croazia (bandiera)  | C     | Luka Modrić             |
| 11 | Spagna (bandiera)   | A     | Marco Asensio           |
| 12 | Brasile (bandiera)  | D     | Marcelo (vice-capitano) |
| 13 | Ucraina (bandiera)  | P     | Andriy Lunin            |
| 14 | Brasile (bandiera)  | C     | Casemiro                |
| 15 | Uruguay (bandiera)  | C     | Federico Valverde       |

| N. |                            | Ruolo | Calciatore       |
| -- | -------------------------- | ----- | ---------------- |
| 16 | Spagna (bandiera)          | A     | Borja Mayoral    |
| 17 | Spagna (bandiera)          | A     | Lucas Vázquez    |
| 18 | Serbia (bandiera)          | A     | Luka Jović       |
| 19 | Spagna (bandiera)          | D     | Álvaro Odriozola |
| 20 | Brasile (bandiera)         | A     | Vinícius Júnior  |
| 21 | Norvegia (bandiera)        | C     | Martin Ødegaard  |
| 22 | Spagna (bandiera)          | C     | Isco             |
| 23 | Francia (bandiera)         | D     | Ferland Mendy    |
| 24 | Rep. Dominicana (bandiera) | A     | Mariano          |
| 25 | Brasile (bandiera)         | A     | Rodrygo          |
| 28 | Spagna (bandiera)          | C     | Marvin Park      |
| 30 | Spagna (bandiera)          | C     | Sergio Arribas   |
| 31 | Spagna (bandiera)          | C     | Antonio Blanco   |
| 32 | Spagna (bandiera)          | D     | Víctor Chust     |
| 34 | Spagna (bandiera)          | A     | Hugo Duro        |

## Calciomercato

### Sessione estiva
| Acquisti         | Acquisti         | Acquisti          | Acquisti      |
| R.               | Nome             | da                | Modalità      |
| ---------------- | ---------------- | ----------------- | ------------- |
| P                | Andrij Lunin     | Real Oviedo       | fine prestito |
| D                | Achraf Hakimi    | Borussia Dortmund | fine prestito |
| D                | Álvaro Odriozola | Bayern Monaco     | fine prestito |
| D                | Sergio Reguilón  | Siviglia          | fine prestito |
| D                | Jesús Vallejo    | Granada           | fine prestito |
| C                | Martin Ødegaard  | Real Sociedad     | fine prestito |
| C                | Óscar Rodríguez  | Leganés           | fine prestito |
| A                | Takefusa Kubo    | Maiorca           | fine prestito |
| A                | Borja Mayoral    | Levante           | fine prestito |
| A                | Alberto Soro     | Saragozza         | fine prestito |
| Altre operazioni |                  |                   |               |
| R.               | Nome             | da                | Modalità      |
| P                | Luca Zidane      | Racing Santander  | fine prestito |
| A                | Jorge de Frutos  | Rayo Vallecano    | fine prestito |
| A                | Dani Gómez       | Tenerife          | fine prestito |

| Cessioni         | Cessioni        | Cessioni            | Cessioni                                           |
| R.               | Nome            | a                   | Modalità                                           |
| ---------------- | --------------- | ------------------- | -------------------------------------------------- |
| P                | Alphonse Areola | Paris Saint-Germain | fine prestito                                      |
| D                | Achraf Hakimi   | Inter               | definitivo (40 milioni € più 5 milioni € di bonus) |
| D                | Sergio Reguilón | Tottenham           | definitivo (30 milioni €)                          |
| D                | Javi Sánchez    | Real Valladolid     | riscatto (3 milioni €)                             |
| D                | Jesús Vallejo   | Granada             | prestito                                           |
| C                | Brahim Díaz     | Milan               | prestito                                           |
| C                | Óscar Rodríguez | Siviglia            | definitivo (13,50 milioni €)                       |
| A                | Gareth Bale     | Tottenham           | prestito                                           |
| A                | Takefusa Kubo   | Villarreal          | prestito (2,50 milioni €)                          |
| A                | Borja Mayoral   | Roma                | prestito (2 milioni €)                             |
| A                | Reinier         | Borussia Dortmund   | prestito                                           |
| A                | Alberto Soro    | Granada             | definitivo (2,50 milioni €)                        |
| Altre operazioni |                 |                     |                                                    |
| R.               | Nome            | a                   | Modalità                                           |
| A                | Jorge de Frutos | Levante             | definitivo (2,50 milioni €)                        |
| A                | Dani Gómez      | Levante             | definitivo (2,50 milioni €)                        |

### Sessione invernale
| Acquisti | Acquisti      | Acquisti   | Acquisti      |
| R.       | Nome          | da         | Modalità      |
| -------- | ------------- | ---------- | ------------- |
| A        | Takefusa Kubo | Villarreal | fine prestito |

| Cessioni | Cessioni        | Cessioni              | Cessioni |
| R.       | Nome            | a                     | Modalità |
| -------- | --------------- | --------------------- | -------- |
| A        | Takefusa Kubo   | Getafe                | prestito |
| A        | Luka Jović      | Eintracht Francoforte | prestito |
| C        | Martin Ødegaard | Arsenal               | prestito |

## Risultati

### Primera División

#### Girone di andata
| Arbitro: | Alberola Rojas (comitato castigliano) |

|                       |           |  |
| Benzema 60’ Mendy 66’ | Marcatori |  |

| San Sebastián 20 settembre 2020, ore 21:00 CEST 2ª giornata | Real Sociedad                          | 0 – 0 referto | Real Madrid | Anoeta (0 spett.)\| Arbitro: \| Martínez Munuera (comitato valenciano) \| |
| Arbitro:                                                    | Martínez Munuera (comitato valenciano) |               |             |                                                                           |

| Arbitro: | De Burgos Bengoetxea (comitato basco) |

|                        |           |                                                  |
| Mandi 35’ Carvalho 37’ | Marcatori | 14’ Valverde 48’ (aut.) Emerson 81’ (rig.) Ramos |

| Arbitro: | Soto Grado (comitato castigliano) |

|                  |           |  |
| Vinícius Jr. 65’ | Marcatori |  |

| Arbitro: | Munuera Montero (comitato andaluso) |

|  |           |                                |
|  | Marcatori | 16’ Vinícius Jr. 90+5’ Benzema |

| Arbitro: | Jaime Latre (comitato aragonegno) |

|  |           |            |
|  | Marcatori | 16’ Lozano |

| Arbitro: | Martínez Munuera (comitato valenciano) |

|         |           |                                         |
| Fati 8’ | Marcatori | 5’ Valverde 63’ (rig.) Ramos 90’ Modrić |

| Arbitro: | González Fuertes (comitato asturiano) |

|                                          |           |             |
| Hazard 40’ Benzema 45’, 90’ Valverde 54’ | Marcatori | 74’ Ferrero |

| Arbitro: | Gil Manzano (comitato estremegno) |

|                                                          |           |             |
| Soler 35’ (rig.) 54’ (rig.) 63’ (rig.) Varane 45’ (aut.) | Marcatori | 23’ Benzema |

| Arbitro: | Hernández Hernández (comitato canario) |

|                   |           |            |
| Moreno 76’ (rig.) | Marcatori | 2’ Mariano |

| Arbitro: | Cordero Vega (comitato cantabrico) |

|              |           |                            |
| Casemiro 86’ | Marcatori | 5’ (rig.) Pérez 49’ Joselu |

| Arbitro: | Sánchez Martínez (comitato murciano) |

|  |           |                   |
|  | Marcatori | 55’ (aut.) Bounou |

| Arbitro: | Mateu Lahoz (comitato valenciano) |

|                               |           |  |
| Casemiro 15’ Oblak 63’ (aut.) | Marcatori |  |

| Arbitro: | Munuera Montero (comitato andaluso) |

|                 |           |                                     |
| Kike García 28’ | Marcatori | 6’ Benzema 13’ Modrić 90+2’ Vázquez |

| Arbitro: | Martínez Munuera (Comitato valenciano) |

|                            |           |  |
| Casemiro 57’ Benzema 90+3’ | Marcatori |  |

| Arbitro: | Figueroa Vázquez (comitato andaluso) |

|                  |           |            |
| Fidel 52’ (rig.) | Marcatori | 20’ Modrić |

| Arbitro: | De Burgos Bengoetxea (comitato basco) |

|                        |           |  |
| Vázquez 6’ Asensio 54’ | Marcatori |  |

| Pamplona 9 gennaio 2021, ore 21:00 CET 18ª giornata | Osasuna                           | 0 – 0 referto | Real Madrid | El Sadar (0 spett.)\| Arbitro: \| Soto Grado (comitato castigliano) \| |
| Arbitro:                                            | Soto Grado (comitato castigliano) |               |             |                                                                        |

| Arbitro: | Gil Manzano (comitato estremegno) |

|                                |           |          |
| Kroos 45+1’ Benzema 74’, 90+2’ | Marcatori | 52’ Capa |

#### Girone di ritorno
| Arbitro: | Hernández Hernández (comitato canario) |

|            |           |                                            |
| Joselu 60’ | Marcatori | 15’ Casemiro 41’, 70’ Benzema 45+1’ Hazard |

| Arbitro: | Medié Jiménez (comitato catalano) |

|             |           |                       |
| Asensio 13’ | Marcatori | 32’ Morales 78’ Roger |

| Arbitro: | Estrada Fernández (comitato catalano) |

|           |           |                 |
| Galán 48’ | Marcatori | 55’, 84’ Varane |

| Arbitro: | Sánchez Martínez (comitato murciano) |

|                       |           |  |
| Benzema 12’ Kroos 42’ | Marcatori |  |

| Arbitro: | Cuadra Fernández (comitato madrileno) |

|  |           |              |
|  | Marcatori | 65’ Casemiro |

| Arbitro: | Gil Manzano (comitato estremegno) |

|                  |           |           |
| Vinícius Jr. 89’ | Marcatori | 55’ Portu |

| Arbitro: | Hernández Hernández (comitato canario) |

|            |           |             |
| Suárez 15’ | Marcatori | 88’ Benzema |

| Arbitro: | Figueroa Vázquez (comitato andaluso) |

|                    |           |                |
| Benzema 73’, 90+1’ | Marcatori | 61’ Dani Calvo |

| Arbitro: | Melero López (comitato andaluso) |

|          |           |                                |
| Mina 40’ | Marcatori | 20’, 30’ Benzema 90+4’ Asensio |

| Arbitro: | De Mera Escuderos (comitato castigliano) |

|                         |           |  |
| Asensio 41’ Benzema 73’ | Marcatori |  |

| Arbitro: | Gil Manzano (comitato estremegno) |

|                       |           |              |
| Benzema 13’ Kroos 28’ | Marcatori | 60’ Mingueza |

| Arbitro: | Mateu Lahoz (comitato valenciano) |

|  |           |                                       |
|  | Marcatori | 30’ (rig.), 40’ Benzema 33’ Odriozola |

| Madrid 24 aprile 2021, ore 21:00 CEST 32ª giornata | Real Madrid                           | 0 – 0 referto | Real Betis | Stadio Alfredo Di Stéfano (0 spett.)\| Arbitro: \| Estrada Fernández (comitato catalano) \| |
| Arbitro:                                           | Estrada Fernández (comitato catalano) |               |            |                                                                                             |

| Getafe 18 aprile 2021, ore 21:00 CEST 33ª giornata | Getafe                               | 0 – 0 referto | Real Madrid | Coliseum Alfonso Pérez (0 spett.)\| Arbitro: \| Sánchez Martínez (comitato murciano) \| |
| Arbitro:                                           | Sánchez Martínez (comitato murciano) |               |             |                                                                                         |

| Arbitro: | Cuadra Fernández (comitato madrileno) |

|                          |           |  |
| Militão 76’ Casemiro 80’ | Marcatori |  |

| Arbitro: | Martínez Munuera (comitato Valenciano) |

|                          |           |                                 |
| Asensio 67’ Hazard 90+4’ | Marcatori | 22’ Fernando 78’ (rig.) Rakitić |

| Arbitro: | Gil Manzano (comitato estremegno) |

|            |           |                                                    |
| Molina 71’ | Marcatori | 17’ Modrić 45+1’ Rodrygo 75’ Odriozola 76’ Benzema |

| Arbitro: | Mateu Lahoz (comitato valenciano) |

|  |           |               |
|  | Marcatori | 68’ Fernàndez |

| Arbitro: | Munuera Montero (comitato valenciano) |

|                          |           |                 |
| Benzema 87’ Modrić 90+2’ | Marcatori | 20’ Yéremi Pino |

### Copa del Rey
| Arbitro: | Sánchez Martínez (comitato murciano) |

|                        |           |             |
| Solbes 80’ Juanan 115’ | Marcatori | 45’ Militão |

### UEFA Champions League

#### Fase a gironi
| Arbitro: | Jovanović |

|                             |           |                                        |
| Modrić 54’ Vinícius Jr. 59’ | Marcatori | 29’ Tetê 33’ (aut.) Varane 42’ Solomon |

| Arbitro: | Grinfeld |

|                 |           |                            |
| Thuram 33’, 58’ | Marcatori | 87’ Benzema 90+3’ Casemiro |

| Arbitro: | Turpin |

|                                   |           |                          |
| Benzema 25’ Ramos 33’ Rodrygo 80’ | Marcatori | 35’ Martínez 68’ Perišić |

| Arbitro: | Taylor |

|  |           |                                    |
|  | Marcatori | 7’ (rig.) Hazard 59’ (aut.) Hakimi |

| Arbitro: | Hațegan |

|                          |           |  |
| Dentinho 57’ Solomon 82’ | Marcatori |  |

| Arbitro: | Kuipers |

|                 |           |  |
| Benzema 9’, 32’ | Marcatori |  |

#### Fase a eliminazione diretta
| Arbitro: | Stieler |

|  |           |           |
|  | Marcatori | 86’ Mendy |

| Arbitro: | Makkelie |

|                                          |           |            |
| Benzema 30’ Ramos 60’ (rig.) Asensio 84’ | Marcatori | 83’ Muriel |

| Arbitro: | Brych |

|                               |           |           |
| Vinícius 27’, 65’ Asensio 36’ | Marcatori | 51’ Salah |

| Liverpool 14 aprile 2021, ore 21:00 CEST Quarti di finale - Ritorno | Liverpool | 0 – 0 referto | Real Madrid | Anfield (0 spett.)\| Arbitro: \| Kuipers \| |
| Arbitro:                                                            | Kuipers   |               |             |                                             |

| Arbitro: | Makkelie |

|             |           |             |
| Benzema 29’ | Marcatori | 14’ Pulisic |

| Arbitro: | Orsato |

|                      |           |  |
| Werner 28’ Mount 85’ | Marcatori |  |

### Supercoppa di Spagna
| Arbitro: | Martínez Munuera (Comitato valenciano) |

|             |           |                             |
| Benzema 73’ | Marcatori | 18’, 38’ (rig.) Raúl García |

## Statistiche

### Statistiche di squadra
| Competizione        | Punti | In casa | In casa | In casa | In casa | In casa | In casa | In trasferta | In trasferta | In trasferta | In trasferta | In trasferta | In trasferta | Totale | Totale | Totale | Totale | Totale | Totale | DR  |
| Competizione        | Punti | G       | V       | N       | P       | Gf      | Gs      | G            | V            | N            | P            | Gf           | Gs           | G      | V      | N      | P      | Gf     | Gs     | DR  |
| ------------------- | ----- | ------- | ------- | ------- | ------- | ------- | ------- | ------------ | ------------ | ------------ | ------------ | ------------ | ------------ | ------ | ------ | ------ | ------ | ------ | ------ | --- |
| Liga                | 84    | 19      | 13      | 3       | 3       | 33      | 13      | 19           | 12           | 6            | 1            | 34           | 15           | 38     | 25     | 9      | 4      | 67     | 28     | +39 |
| Coppa del Re        | -     | 0       | 0       | 0       | 0       | 0       | 0       | 1            | 0            | 0            | 1            | 1            | 2            | 1      | 0      | 0      | 1      | 1      | 2      | -1  |
| Champions League    | 10    | 6       | 4       | 1       | 1       | 14      | 8       | 6            | 2            | 2            | 2            | 5            | 6            | 12     | 6      | 3      | 3      | 19     | 14     | +5  |
| Supercopa de España | -     | 0       | 0       | 0       | 0       | 0       | 0       | 0            | 0            | 0            | 0            | 0            | 0            | 1      | 0      | 0      | 1      | 1      | 2      | -1  |
| Totale              | -     | 25      | 17      | 4       | 4       | 47      | 21      | 26           | 14           | 8            | 4            | 40           | 23           | 52     | 31     | 12     | 9      | 88     | 46     | +42 |

### Andamento in campionato
| Giornata  | 1  | 2  | 3 | 4 | 5 | 6 | 7 | 8 | 9 | 10 | 11 | 12 | 13 | 14 | 15 | 16 | 17 | 18 | 19 | 20 | 21 | 22 | 23 | 24 | 25 | 26 | 27 | 28 | 29 | 30 | 31 | 32 | 33 | 34 | 35 | 36 | 37 | 38 |
| --------- | -- | -- | - | - | - | - | - | - | - | -- | -- | -- | -- | -- | -- | -- | -- | -- | -- | -- | -- | -- | -- | -- | -- | -- | -- | -- | -- | -- | -- | -- | -- | -- | -- | -- | -- | -- |
| Luogo     | C  | T  | T | C | T | C | T | C | T | T  | C  | T  | C  | T  | C  | T  | C  | T  | C  | T  | C  | T  | C  | T  | C  | T  | C  | T  | C  | C  | T  | C  | T  | C  | C  | T  | C  | C  |
| Risultato | V  | N  | V | V | V | P | V | V | P | N  | P  | V  | V  | V  | V  | N  | V  | N  | V  | V  | P  | V  | V  | V  | N  | N  | V  | V  | V  | V  | V  | N  | N  | V  | N  | V  | V  | V  |
| Posizione | 15 | 10 | 6 | 3 | 1 | 3 | 2 | 2 | 4 | 4  | 4  | 4  | 3  | 2  | 2  | 2  | 2  | 2  | 2  | 2  | 3  | 3  | 2  | 2  | 3  | 3  | 3  | 3  | 3  | 2  | 2  | 2  | 2  | 2  | 2  | 2  | 2  | 2  |

Legenda:

Luogo: C = Casa; T = Trasferta. Risultato: V = Vittoria; N = Pareggio; P = Sconfitta.

### Statistiche dei giocatori
Sono in corsivo i giocatori che hanno lasciato il club a stagione in corso.
| Giocatore    | Liga     | Liga | Liga        | Liga       | Coppa del Re | Coppa del Re | Coppa del Re | Coppa del Re | UEFA Champions League | UEFA Champions League | UEFA Champions League | UEFA Champions League | Supercoppa di Spagna | Supercoppa di Spagna | Supercoppa di Spagna | Supercoppa di Spagna | Totale   | Totale | Totale      | Totale     |
| Giocatore    | Presenze | Reti | Ammonizioni | Espulsioni | Presenze     | Reti         | Ammonizioni  | Espulsioni   | Presenze              | Reti                  | Ammonizioni           | Espulsioni            | Presenze             | Reti                 | Ammonizioni          | Espulsioni           | Presenze | Reti   | Ammonizioni | Espulsioni |
| ------------ | -------- | ---- | ----------- | ---------- | ------------ | ------------ | ------------ | ------------ | --------------------- | --------------------- | --------------------- | --------------------- | -------------------- | -------------------- | -------------------- | -------------------- | -------- | ------ | ----------- | ---------- |
| S. Arribas   | 8        | 0    | 1           | 0          | 0            | 0            | 0            | 0            | 2                     | 0                     | 0                     | 0                     | 0                    | 0                    | 0                    | 0                    | 10       | 0      | 1           | 0          |
| M. Asensio   | 35       | 5    | 1           | 0          | 1            | 0            | 0            | 0            | 11                    | 2                     | 1                     | 0                     | 1                    | 0                    | 0                    | 0                    | 48       | 7      | 2           | 0          |
| K. Benzema   | 34       | 23   | 2           | 0          | 1            | 0            | 0            | 0            | 10                    | 6                     | 0                     | 0                     | 1                    | 1                    | 0                    | 0                    | 46       | 30     | 2           | 0          |
| A. Blanco    | 3        | 0    | 0           | 0          | 0            | 0            | 0            | 0            | 0                     | 0                     | 0                     | 0                     | 0                    | 0                    | 0                    | 0                    | 3        | 0      | 0           | 0          |
| D. Carvajal  | 13       | 0    | 5           | 0          | 0            | 0            | 0            | 0            | 2                     | 0                     | 0                     | 0                     | 0                    | 0                    | 0                    | 0                    | 15       | 0      | 5           | 0          |
| Casemiro     | 34       | 6    | 10          | 1          | 1            | 0            | 0            | 0            | 10                    | 1                     | 4                     | 0                     | 1                    | 0                    | 0                    | 0                    | 46       | 7      | 14          | 1          |
| A. B. Conde  | 2        | 0    | 0           | 0          | 0            | 0            | 0            | 0            | 0                     | 0                     | 0                     | 0                     | 0                    | 0                    | 0                    | 0                    | 2        | 0      | 0           | 0          |
| T. Courtois  | 38       | -28  | 0           | 0          | 0            | 0            | 0            | 0            | 12                    | -14                   | 1                     | 0                     | 1                    | -2                   | 0                    | 0                    | 51       | -44    | 1           | 0          |
| H. Duro      | 2        | 0    | 0           | 0          | 0            | 0            | 0            | 0            | 1                     | 0                     | 0                     | 0                     | 0                    | 0                    | 0                    | 0                    | 3        | 0      | 0           | 0          |
| M. D. Mejía  | 15       | 1    | 0           | 0          | 1            | 0            | 1            | 0            | 4                     | 0                     | 0                     | 0                     | 1                    | 0                    | 0                    | 0                    | 21       | 1      | 1           | 0          |
| V. C. García | 2        | 0    | 0           | 0          | 1            | 0            | 0            | 0            | 0                     | 0                     | 0                     | 0                     | 0                    | 0                    | 0                    | 0                    | 3        | 0      | 0           | 0          |
| M. Gutiérrez | 5        | 0    | 0           | 0          | 0            | 0            | 0            | 0            | 0                     | 0                     | 0                     | 0                     | 0                    | 0                    | 0                    | 0                    | 5        | 0      | 0           | 0          |
| E. Hazard    | 14       | 3    | 0           | 0          | 1            | 0            | 0            | 0            | 5                     | 1                     | 0                     | 0                     | 1                    | 0                    | 0                    | 0                    | 21       | 4      | 0           | 0          |
| Isco         | 25       | 0    | 1           | 0          | 1            | 0            | 0            | 0            | 3                     | 0                     | 0                     | 0                     | 0                    | 0                    | 0                    | 0                    | 29       | 0      | 1           | 0          |
| L. Jović     | 4        | 0    | 0           | 0          | 0            | 0            | 0            | 0            | 1                     | 0                     | 0                     | 0                     | 0                    | 0                    | 0                    | 0                    | 5        | 0      | 0           | 0          |
| T. Kroos     | 28       | 3    | 6           | 0          | 1            | 0            | 0            | 0            | 12                    | 0                     | 3                     | 0                     | 1                    | 0                    | 1                    | 0                    | 42       | 3      | 10          | 0          |
| A. Lunin     | 0        | 0    | 0           | 0          | 1            | -2           | 1            | 0            | 0                     | 0                     | 0                     | 0                     | 0                    | 0                    | 0                    | 0                    | 1        | -2     | 1           | 0          |
| Marcelo      | 19       | 0    | 3           | 0          | 1            | 0            | 0            | 0            | 2                     | 0                     | 1                     | 0                     | 0                    | 0                    | 0                    | 0                    | 22       | 0      | 4           | 0          |
| M. Park      | 4        | 0    | 0           | 0          | 0            | 0            | 0            | 0            | 0                     | 0                     | 0                     | 0                     | 0                    | 0                    | 0                    | 0                    | 4        | 0      | 0           | 0          |
| B. Mayoral   | 2        | 0    | 0           | 0          | 0            | 0            | 0            | 0            | 0                     | 0                     | 0                     | 0                     | 0                    | 0                    | 0                    | 0                    | 2        | 0      | 0           | 0          |
| F. Mendy     | 26       | 1    | 3           | 0          | 0            | 0            | 0            | 0            | 11                    | 1                     | 2                     | 0                     | 1                    | 0                    | 0                    | 0                    | 38       | 2      | 5           | 0          |
| E. Militão   | 14       | 1    | 3           | 1          | 1            | 1            | 0            | 0            | 6                     | 0                     | 1                     | 0                     | 0                    | 0                    | 0                    | 0                    | 21       | 2      | 4           | 1          |
| L. Modrić    | 35       | 5    | 4           | 0          | 0            | 0            | 0            | 0            | 12                    | 1                     | 0                     | 0                     | 1                    | 0                    | 0                    | 0                    | 48       | 6      | 4           | 0          |
| Nacho        | 24       | 1    | 8           | 0          | 0            | 0            | 0            | 0            | 8                     | 0                     | 3                     | 0                     | 1                    | 0                    | 0                    | 0                    | 33       | 1      | 11          | 0          |
| M. Ødegaard  | 7        | 0    | 0           | 0          | 0            | 0            | 0            | 0            | 2                     | 0                     | 0                     | 0                     | 0                    | 0                    | 0                    | 0                    | 9        | 0      | 0           | 0          |
| M. G. Ortega | 3        | 0    | 0           | 0          | 0            | 0            | 0            | 0            | 0                     | 0                     | 0                     | 0                     | 0                    | 0                    | 0                    | 0                    | 3        | 0      | 0           | 0          |
| Á. Odriozola | 13       | 2    | 0           | 0          | 1            | 0            | 1            | 0            | 2                     | 0                     | 1                     | 0                     | 0                    | 0                    | 0                    | 0                    | 16       | 2      | 2           | 0          |
| S. Ramos     | 15       | 2    | 3           | 0          | 0            | 0            | 0            | 0            | 5                     | 2                     | 1                     | 0                     | 1                    | 0                    | 0                    | 0                    | 21       | 4      | 4           | 0          |
| Rodrygo      | 22       | 1    | 0           | 0          | 0            | 0            | 0            | 0            | 11                    | 1                     | 0                     | 0                     | 0                    | 0                    | 0                    | 0                    | 33       | 2      | 0           | 0          |
| F. Valverde  | 24       | 3    | 0           | 0          | 1            | 0            | 0            | 0            | 7                     | 0                     | 3                     | 0                     | 1                    | 0                    | 0                    | 0                    | 33       | 3      | 3           | 0          |
| R. Varane    | 31       | 2    | 2           | 0          | 0            | 0            | 0            | 0            | 9                     | 0                     | 2                     | 0                     | 1                    | 0                    | 0                    | 0                    | 41       | 2      | 4           | 0          |
| L. Vázquez   | 24       | 2    | 3           | 0          | 1            | 0            | 0            | 0            | 8                     | 0                     | 1                     | 0                     | 1                    | 0                    | 1                    | 0                    | 34       | 2      | 5           | 0          |
| Vinícius Jr. | 35       | 3    | 3           | 0          | 1            | 0            | 0            | 0            | 12                    | 3                     | 1                     | 0                     | 1                    | 0                    | 0                    | 0                    | 49       | 6      | 4           | 0          |